# Cinnamomum erectifolium
Cinnamomum erectifolium là loài thực vật có hoa trong họ Nguyệt quế. Loài này được (Allen) Kosterm. miêu tả khoa học đầu tiên năm 1988.